# 基斯塔海峽
67°35′S 62°51′E / 67.583°S 62.850°E
基斯塔海峽（英語：Kista Strait）是南極洲的海峽，位於麥克羅伯特森地的霍姆灣，處於弗拉特群島和喬斯林群島之間，由挪威製圖師根據該國探險隊的空中照片繪入地圖。